# Sjuøyane
Sjuøyane (Sette Isole) è la parte più a nord dell'arcipelago norvegese delle isole Svalbard, a nord di Nordaustlandet.
Come dice il nome, è un gruppo di sette isole, sebbene almeno tre di esse sono degli isolotti. Le isole principali sono: Phippsøya, Martensøya, Nelsonøya, Waldenøya.
Gli isolotti sono Tavleøya, Vesle Tavleøya e Rossøya. Quest'ultimo è considerato il punto più a nord della Norvegia.